# The Beginning of the End (Izgubljeni)
The Beginning of the End je prva epizoda četvrte sezone i sveukupno 73. epizoda televizijske serije Izgubljeni. Prvi puta se emitirala na televizijskim mrežama ABC u SAD-u i CTV u Kanadi dana 31. siječnja 2008. godine. Jedan od autora i izvršnih producenata serije Damon Lindelof i izvršni producent Carlton Cuse napisali su epizodu u drugoj polovici mjeseca srpnja 2007. godine, a režirao ju je izvršni producent serije Jack Bender. Epizoda je većinom snimljena na lokaciji u Oahu (Havaji) tijekom mjeseca kolovoza i rujna 2007. godine. S premijerom četvrte sezone, Jeff Pinkner više nije bio izvršni producent niti jedan od scenarista serije. Samu epizodu gledalo je 18 milijuna Amerikanaca što ju je učinilo najgledanijom epizodom serije Izgubljeni od 17 posljednjih koje su prije nje emitirane. Prema popularnoj internetskoj stranici Metacritic, epizoda The Beginning of the End primila je uglavnom pozitivne kritike.
Radnja epizode započinje preko 90 dana nakon pada zrakoplova Oceanic Flight 815, dana 23. prosinca 2004. godine. Preživjeli putnici stupaju u kontakt s kolegama Naomi Dorrit (Marsha Thomason) koji se nalaze na obližnjem brodu, ali se uskoro podijele u dvije skupine nakon što čuju da ih ljudi s broda možda nisu došli spasiti. Gledatelji paralelno prate radnju koja se događa u budućnosti, a prati živote Huga "Hurleyja" Reyesa (Jorge Garcia) i Jacka Shepharda (Matthew Fox). Njih dvojica lagali su javnosti o vremenu provedenom na otoku. U budućnosti, Hurleyja proganjaju vizije njegovog pokojnog prijatelja Charlieja Pacea (Dominic Monaghan); u sadašnjosti, Hurley žali za Charliejem. Daniel Faraday (Jeremy Davies) u ovoj se epizodi po prvi puta pojavljuje u seriji.

## Radnja
Nakon što joj je John Locke (Terry O'Quinn) zabio nož u leđa u prethodnoj epizodi, Naomi koristi svoj satelitski telefon kako bi stupila u kontakt s Georgeom Minkowskim (Fisher Stevens) na brodu. Prije nego što umre, ona mu govori da se nesretno ozlijedila i da pozdravi njezinu sestru. U međuvremenu, Hurley pronalazi Jacobovu kolibu. Gleda kroz prozor i vidi neidentificiranog muškarca u stolici za ljuljanje, prije nego jedna druga osoba priđe prozoru, a vidimo joj samo lijevo oko. Hurley bježi i ponovno pronalazi kolibu - ovaj put na drugoj lokaciji. Zatvara oči, a nakon što ih ponovno otvori uvjeri se da je koliba nestala. Umjesto kolibe pojavljuje se Locke.
Desmond Hume (Henry Ian Cusick) vraća se iz stanice Looking Glass noseći sa sobom posljednju Charliejevu poruku - brod koji se nalazi u blizini nije u vlasništvu Penny Widmore (Sonya Walger). Preživjeli se sastaju kod pilotske kabine leta 815. Jack obara Lockea, uzima mu pištolj i povlači okidač, ali pištolj je prazan budući Locke nije imao namjeru ranije tog dana ubiti Jacka. Locke svima govori da se nalaze u velikoj opasnosti i zajedno s Hurleyjem, Jamesom "Sawyerom" Fordom (Josh Holloway), Claire Littleton (Emilie de Ravin) i njezinom bebom Aaronom, Danielle Rousseau (Mira Furlan) i njezinim zatočenikom Benom Linusom (Michael Emerson), Alex (Tania Raymonde) i njezinim dečkom Karlom (Blake Bashoff), psom Vincentom (Pono) i još četvoricom drugih preživjelih odlazi do baraka. Ubrzo potom Jack i Kate vide helikopter koji dolazi na otok i upoznaju Daniela.
U budućnosti, Hurley je postao poznat kao jedan od "Oceanicove šestorke" nakon što je uspio pobjeći s otoka, ali o svemu što se dogodilo šuti u javnosti. Uskoro ga počinju proganjati priviđenja Charlieja. Šokiran, on bježi sa svojim autom Camarom, ali ga ubrzo uhiti losanđeleska policija. Hurleyja ispituje bivši parter Ane Lucije Cortez (Michelle Rodriguez), detektiv "Big" Mike Walton (Michael Cudlitz), a on mu laže da nikad nije upoznao Ana Luciju. Ubrzo nakon toga, gledajući u veliko ogledalo u sobi za ispitivanje, Hurley ponovno doživi halucinaciju Charlieja koji pliva i koji naizgled razbija staklo, a voda poplavi prostoriju. Uskoro se Hurley samostalno prijavljuje u mentalnu bolnicu Santa Rosa gdje ga posjećuje Matthew Abaddon (Lance Reddick) koji tvrdi da je odvjetnik tvrtke Oceanic Airlines. Kada ne uspije dokazati da je on zbilja osoba za koju se predstavlja, upita Hurleyja da li ima još preživjelih na otoku. Nakon toga Hurley doživljava novu viziju Charlieja u kojoj mu ovaj govori da ga "oni" trebaju. U konačnici Hurleyja posjećuje i Jack koji razmišlja o tome da počne puštati bradu. Želi se uvjeriti da Hurley nikome neće reći tajne Oceanicove šestorke. Hurley mu se ispriča što je otišao s Lockeom i inzistira na tome da se vrate na otok, ali Jack to nikako ne želi (čime se pokazuje da se radnja ovih događaja u budućnosti odvija prije opisanih događaja iz finala treće sezone).

## Produkcija
Tijekom odabiranja uloga privremeno su se dodjeljivala lažna imena, zanimanja i scene kako bi se spriječili spojleri. Glumcu Lanceu Reddicku rečeno je da će nastupiti na audiciji za lik "Arthura Stevensa", "nemilosrdnog korporativnog menadžera", umjesto za njegov pravi lik Matthewa Abaddona. Riječi "Matthew" i "Abaddon" otkrivene su u alternativnoj reality igrici Find 815 kao ključne riječi za četvrtu sezonu. Scenaristi su se odlučili da će lik nositi to prezime nakon što su na Wikipediji pročitali članak o značenju riječi Abaddon ("mjesto uništenja"). Tijekom druge sezone, scenaristi i producenti serije željeli su da Reddick glumi lik Mr. Ekoa, ali je glumac bio zauzet snimanjem HBO-ove serije Žica. Glumac Jeremy Davies dobio je ulogu Daniela Faradaya zbog toga što je on jedan od omiljenih glumaca scenarista/producenata serije, ali i zbog toga što su smatrali da su njegova "transformativna kvaliteta i nevjerojatan kvocijent inteligencije koji proizlaze iz njega samog savršeni za njegov lik"; Daniel je u početku trebao biti tek jedan od niza sporednih likova. Kada je Davies upoznao kostimografa Rolanda Sancheza, nosio je crnu kravatu. Sanchez je upravo tu crnu kravatu spojio s njegovim "cool izgledom" te svojom vlastitom idejom o odjeći lika.
Razmatralo se o nekoliko različitih naslova za epizodu. Za konačan naziv epizode odlučili su se, jer je isti referenca na prethodnu epizodu kada Ben upozorava Jacka da bi kontaktiranje broda bilo "početak kraja". Snimanje epizode započelo je 17. kolovoza, a završilo 7. rujna 2007. godine. Glumac Garcia osjećao je "blagi pritisak" zbog toga što je bio nositelj epizode, ali je svejedno "bio vrlo uzbuđen, jer je epizoda imala puno drugačiji pristup za premijernu epizodu sezone za koju je smatrao da će se gledateljima svidjeti". U jednoj sceni u psihijatrijskoj ustanovi Hurley slika čovjeka Inuita i Igloolik. Garcia je sam naslikao navedeno. Kada je epizoda emitirana, u Jacobovoj kabini se pojavio Christian; međutim sama scena je snimljena s drugim Hurleyjem. Uz to, kada je Garcia snimao scenu s akvarijem u sobi za ispitivanje nije znao da će Charlie "plivati" i razbiti staklo kada je završena produkcija. Charliejevo plivanje snimljeno je tjednima poslije završetka snimanja epizode, u razdoblju kada se već uvelike radilo na produkciji epizode Meet Kevin Johnson i na mobizodama Lost: Missing Pieces u drugoj polovici mjeseca studenog 2007. godine. Scena je snimljena s dvojnikom Jakeom Kilfoyleom na setu gdje se nalazila stanica The Looking Glass, a koji je prije korišten za snimanje epizoda Greatest Hits i Through the Looking Glass.
Većina epizoda serije Izgubljeni sadržava elemente koji se isprepliću s prethodnim epizodama ili druge namjerno skrivene tragove koji upućuju na kompletnu mitologiju serije, pa epizoda The Beginning of the End nije iznimka. Unatoč tome što je mrtav, Christian se pojavljuje na nekoliko sekundi u Jacobovoj kolibi bez dijaloga. Big Mike, koji se prvi puta pojavljuje u flashbacku Ana Lucijine epizode u drugoj sezoni (Collision) pojavljuje se i u budućnosti s Hurleyjem. Randy Nations (Billy Ray Gallion) pojavljuje se na nekoliko sekundi bez dijaloga, a snima Hurleyjevo uhićenje. Tijekom Hurleyjevih halucinacija, Charlie pliva u akvariju izvan sobe za ispitivanje, a na ruci su mu ispisane riječi "oni te trebaju". Upravo će to biti ono što će Charlie kasnije reći Hurleyju u drugoj halucinaciji.
Zbog toga što je kompletna produkcija četvrte sezone stala zbog štrajka scenarista 2007./2008. godine u SAD-u, autori serije željeli su pričekati s emitiranjem prvih osam epizoda koje su do tada kompletirali, a sve iz razloga što su željeli završiti još više epizoda. Međutim, televizijska mreža ABC je to odbila i najavila da će epizoda The Beginning of the End biti emitirana krajem siječnja 2008. godine bez obzira na to kad štrajk završi. Ovo je bila prva epizoda serije Izgubljeni koja je emitirana u četvrtak u 21 sat (umjesto Uvoda u anatomiju); prethodne tri sezone emitirale su se srijedom navečer. Poput prijašnjih premijera sezona serije, The Beginning of the End najavljena je za veliku premijeru u Sunset on the Beach u Waikikiju (Honolulu) gdje se obično prikazuju filmovi na devetmetarskom platnu, ali je ista odgođena zbog štrajka scenarista. Originalnom emitiranju epizode prethodila je dugačka najava koja je prikazivala sve dotadašnje događaje u seriji naziva Lost: Past, Present & Future.

## Kritike
Don Williams iz BuddyTV-a proglasio je The Beginning of the End "najočekivanijom premijerom televizijske sezone 2008. godine". Epizodu je uživo gledalo otprilike 16.137 milijuna Amerikanaca što ju je učinilo najgledanijom epizodom serije Izgubljeni od posljednjih 17 koje su emitirane prije nje te postavilo samu seriju na osmo mjesto najgledanijih programa toga tjedna. Uključujući one koji su gledali epizodu uživo i one koji su je gledali naknadno u roku od tjedan dana, sveukupno je epizodu pogledalo 17.766 milijuna ljudi. U Kanadi The Beginning of the End pogledalo je 1.855 ljudi što je seriju postavilo na šesto mjesto najgledanijih programa toga tjedna. Uz to, to je bila najgledanija epizoda bilo koje druge epizode treće sezone serije (izuzev premijere sezone) i skoro dvostruko gledanija od finala treće sezone. Premijera četvrte sezone po gledanosti je također bila uspješna i u Ujedinjenom Kraljevstvu (1.1 milijun gledatelja). U Australiji, serija Izgubljeni je zauzela petnaesto mjesto najgledanijih programa te večeri s 912 tisuća gledatelja što je David Dale iz The Sun-Heralda proglasio razočaravajućim.
Američki kritičari su dana 28. siječnja 2008. godine dobili DVD s prve dvije epizode četvrte sezone (The Beginning of the End i Confirmed Dead. Popularna internetska stranica Metacritic na temelju dvanaest kritika dala je prosječnu ocjenu seriji 87/100. Robert Bianco i USA Today napisao je: "Napeta, savršena epizoda... Izgubljeni je serija koja predstavlja oazu u televizijskoj pustinji." Adam Buckman iz New York Posta dao je epizodi četiri zvjezdice. Maureen Ryan iz Chicago Tribunea "blaženo je uživala u svakoj minuti" i istaknula "da ne postoje greške". Diane Werts iz Newsdaya hvalila je epizodu kao "odličnu" i "ludo zabavnu" te zaključila svoju kritiku s rečenicom: "Izgleda da se serija Izgubljeni pronašla". Tim Goodman iz San Francisco Chroniclea napisao je da su epizode The Beginning of the End i Confirmed Dead "prepune brze akcije i otkrivenja koje je dobro vidjeti". Matthew Gilbert iz The Boston Globea istaknuo je da "Izgubljeni još uvijek mogu ubrzati puls i potaknuti gledatelja na razmišljanje... te da i dalje ostaju najuzbudljivija serija na TV-u". Alan Speinwall iz The Star-Ledgera nije bio siguran "da li će Izgubljeni ikada dati toliko željene odgovore na svoje mnoge, mnoge misterije... Ali ako serija i dalje bude ovako zastrašujuća, humoristična, dirljiva i uzbudljiva poput ove dvije epizode - nemam prigovora". Ne tako pozitivnu kritiku napisao je Rodney Ho iz The Atlanta Journal-Constitutiona: "Zadovoljavajuća povratnička epizoda s poštenom dozom drame i patosa koje otkrivaju tek toliko da gledatelji ostanu gladnima za još"; David Hinckley iz Daily Newsa dao je epizodi tri zvjezdice od mogućih pet.
Brian Lowry iz Varietyja napisao je: "Povratak Izgubljenih dolazi nam kao naručen i donosi neobičnu količinu sočnih trenutaka za veliku (i ponekad zanemarenu) glumačku postavu". Mark Medley iz National Posta napisao je da se radi o "briljantnoj premijeri sezone" s nekoliko "zaprepašćujućih trenutaka". Jeff Jensen iz Entertainment Weeklyja osjećao je da je premijera fenomenalna te da je Garcia odigrao izvrsnu ulogu. Frazier Moore iz Associated Pressa napisao je: "Serija Izgubljeni i dalje podiže letvicu i pojačava pritisak na gledatelje dok se mitologija nastavlja do metastaze". Kristin Dos Santos i E! napisala je da se radi o "odlično napisanoj, produciranoj, odglumljenoj i režiranoj epizodi da sam imala osjećaj da gledam film". Michael Ausiello iz TV Guidea opisao ju je kao "vjerojatno najboljih sat na televiziji u dosadašnjem dijelu sezone". Bruce Fretts iz TV Guidea hvalio je Reddickovu performansu u epizodi. Chris Carabott iz IGN-a dao je ocjenu epizodi 9.1/10, istaknuvši da se radi "o odličnom početku koji najavljuje da nas očekuje uzbudljiva četvrta sezona. Sve se savršeno nastavlja na finale prethodne sezone". LTG iz Television Without Pity dao je ocjenu seriji -5. Jon Lachonis iz UGO-a dao je ocjenu seriji +5 te istaknuo da se radi o "devastirajuće emotivnom uvodu prepunom akcije koje dozakuje da serija Izgubljeni još uvijek ima puno toga za dati u smislu zabave i misterije što je čini prilično jedinstvenom". Oscar Dahl iz BuddyTV napisao je: "Epizoda je bila remek-djelo". Daniel iz TMZ-a dao joj je čistu peticu istaknuvši da je bila savršena i odlično postavila temelje kompletne četvrte sezone.

## Vanjske poveznice
- "The Beginning of the End"  Arhivirana inačica izvorne stranice od 20. listopada 2012. (Wayback Machine) na ABC-u